# Hubert Sumlin
Hubert Sumlin (16. listopadu 1931 Greenwood, Mississippi, USA – 4. prosince 2011 Wayne, New Jersey, USA) byl americký bluesový kytarista a zpěvák. Byl členem doprovodné skupiny Howlin' Wolfa a spolupracoval rovněž s Muddy Watersem. V žebříčku 100 nejlepších kytaristů všech dob časopisu Rolling Stone z roku 2003 se umístil na 65. místě. V upravené verzi z roku 2011 pak na 43. V roce 2008 byl uveden do Blues Hall of Fame.